# Vafiós
Vafiós är en ort i Grekland.   Den ligger i prefekturen Nomós Lésvou och regionen Nordegeiska öarna, i den östra delen av landet, 260 km nordost om huvudstaden Aten. Vafiós ligger 312 meter över havet och antalet invånare är 137. Den ligger på ön Lesbos.
Terrängen runt Vafiós är kuperad åt sydost, men åt nordväst är den platt. Havet är nära Vafiós åt nordväst. Runt Vafiós är det glesbefolkat, med 19 invånare per kvadratkilometer. Närmaste större samhälle är Stýpsi, 3,2 km söder om Vafiós. 